# American Hairless Terrier
Der American Hairless Terrier ist eine nicht von der FCI anerkannte Hunderasse aus den Vereinigten Staaten. Der AKC hat die Rasse im Jahr 2016 offiziell anerkannt.

## Geschichte und Herkunft
Der American Hairless Terrier ist nach Bestimmungen des AHTA/AHTC (American Hairless Terrier Club) eine seit 1988 unabhängig entwickelte Hunderasse, entwickelt aus dem Rat Terrier; die Anerkennung erfolgte 2004 vom UKC und 2016 vom AKC. Begonnen hat die Zucht Anfang 1972, als inmitten eines Wurfs von Rat Terriers ein Welpe keine Haare hatte. Die Besitzer kreuzten diese Hündin mit anderen Rat Terriers in der Hoffnung, dass sie haarlose Welpen haben würde, was nach mehreren Fehlversuchen auch gelang.

## Beschreibung
Der American Hairless Terrier ist im Körperbau mit dem Rat Terrier identisch. Der Kopf ist breit, leicht gewölbt und in Relation zur Körpergröße. Er hat eine sehr weiche und zarte Haut, einen tiefen Brustkorb, starke Schultern, einen kräftigen Hals und lange, gerade Vorderbeine, die ihm ein kompaktes, aber elegantes Aussehen verleihen.
Er hat dreieckige Stehohren, aber auch im oberen Teil nach vorn fallende Stehohren sind möglich. Hündinnen haben für gewöhnlich zierlichere Körper und Gesichter.
Die Hunde werden zwar behaart geboren, verlieren diese aber, bevor sie das Alter von 8 Wochen erreicht haben. Die Hautfarbe ist meist im Bereich braun, rosa bis grau, mit grauen bis blauen, goldenen, schwarzen bis roten deutlich abgesetzten Punkten gekennzeichnet. Je älter der Hund wird, desto größer werden die Punkte. Wie beim Menschen wird die Haut im Sommer dunkler und blasst zum Winter hin wieder aus.
UKC und AKC erkennen auch eine Variante der Rasse mit Fell an.

## Temperament
Der American Hairless Terrier hat viel Energie, ist wachsam und neugierig.

## Ursachen und Folgen der Haarlosigkeit

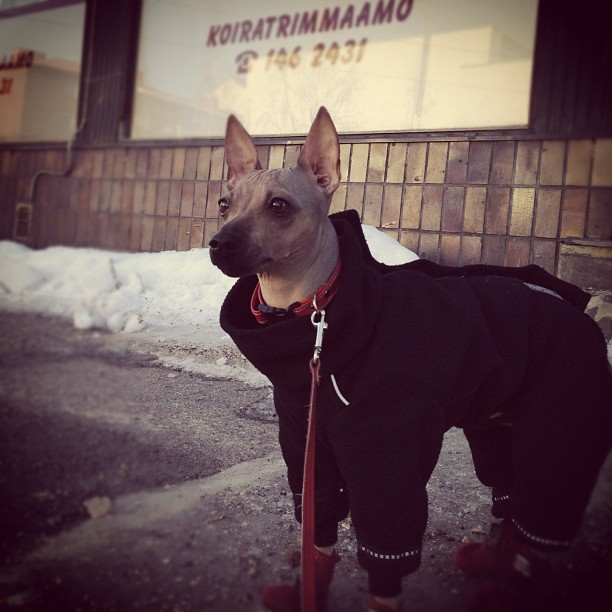
American Hairless Terrier mit Wetterschutzkleidung

Der American Hairless Terrier ist die einzige Rasse, bei welcher die Haarlosigkeit rezessiv vererbt wird.  Dieses Merkmal äußert sich nur, wenn ein Hund das inkriminierte Gen von beiden Elternteilen vererbt, wobei der homozygote Zustand nicht letal ist, wie es bei anderen haarlosen Rassen der Fall ist. Die unbehaarte Version wird mit spärlichen Haaren geboren, die der Hund innerhalb eines Monats nach der Geburt  verliert (sogenannte Hypotrichosis).
Das konkrete Gen, das für die Haarlosigkeit bei dem American Hairless Terrier verantwortlich ist, wurde vor einigen Jahren identifiziert.
Die haarlosen Hunde benötigen Schutz vor der Sonne und kaltem Winterwetter.